# AKQA
AKQA ist ein Unternehmen, das auf die Entwicklung digitaler Services, Produkte, Kommunikationslösungen und Anwendungen spezialisiert ist. Es beschäftigt ca. 1.600 Menschen in Vollzeit.

## Philosophie
Seit seiner Gründung zählt AKQA Innovation, Service, Quality und Thought zu seinen Unternehmenswerten. Die Philosophie der Agentur wurde auch im Buch Velocity: The Seven New Laws For A World Gone Digital festgehalten, das von AKQA-Gründer und CEO Ajaz Khowaj Quoram Ahmed, nach dessen Initialen das Unternehmen benannt ist, und dem VP Digital Sport bei Nike, Stefan Olander verfasst wurde. Nach Ahmeds Aussage beschreibt das Buch die Denk- und Arbeitsweise von AKQA und stellt seinen Lesern sieben Gesetze vor, die u. a. folgende beinhalten: A Smith & Wesson beats four aces, It’s easier done than said, Convenient is the enemy of right und No good joke survives a committee of six.
Das Firmenmotto lautet: „The future inspires us. We work to inspire“.

## Geschichte
AKQA Inc. wird 2001 mit vier Niederlassungen im Vereinigten Königreich, in den USA und in Asien gegründet. 2001 und 2002 begleitet die Agentur den „Nike Run London“. 2002 werden dabei mehr als 20.000 Startplätze über eine von AKQA entwickelte E-Commerce-Plattform verkauft. 2003 entwickelt AKQA in Zusammenarbeit mit Visa USA und MSN ideashappen.com, eine Plattform, auf der Besucher aufgefordert werden, Vorschläge für unternehmerische und Community-basierte Ideen einzureichen. Im ersten Monat zieht die Kampagne eine Million Besucher an. Die Agentur führt den Nike Presto Schuh mit einem Streetart-Künstlerkollektiv online ein, wobei die Nutzer mit Kunst, Sound und versteckten Animationen interagieren können.
2004 eröffnete die Agentur eine New Yorker Niederlassung, um den Zugang zu Kunden und Talenten an der Ostküste zu erleichtern. Zudem wird AKQA Ideas: Volume 1 veröffentlicht, in dem auf 100 Seiten die Arbeit der Agentur vorgestellt wird. Das Buch wird auf Amazon ausverkauft und der Verkaufserlös an gemeinnützige Einrichtungen wie NSPCC und Prince’s Trust gespendet.
2005 unterstützt AKQA Interface Design Practice den Softwarekonzern Microsoft bei der Programmierung der neuen Benutzeroberfläche für die Spielkonsole Xbox 360. Im Jahr 2006 wird AKQA Mobile als eigenständige Abteilung gegründet. Im selben Jahr entwickelt AKQA „Future Lions“ in Zusammenarbeit mit dem Cannes Lions International Festival of Creativity. Bei diesem jährlich stattfindenden Wettbewerb erhalten Studenten die Aufgabe, „ein Produkt einer globalen Marke so zu bewerben, wie es vor fünf Jahren noch nicht möglich gewesen wäre“.
2007 eröffnet AKQA neue Niederlassungen in Amsterdam und Shanghai und übernimmt das Unternehmen SearchRev, das in ein Suchmaschinen-Marketing-Unternehmen umgewandelt wird. Der Umsatz steigt in diesem Jahr um 45 %, zudem präsentiert man Fiat eco:Drive auf dem Pariser Autosalon, eine App fürs Auto, mit der durch Datenmessung CO2-Ausstoß und Kraftstoffverbrauch gesenkt werden soll. 2008 wurde AKQA auf der AdAge Digital A-List aufgeführt, zudem wird AKQAs Weihnachtskarte ein viraler Erfolg und in über 400 Blogs erwähnt.
2009 wurde AKQA im AdAge Book of Tens als eine der herausragenden Agenturen des Jahrzehnts genannt und gewinnt den Cannes Lions Grand Prix in der Kategorie „Cyber“ für Fiat eco:Drive. Weitere Produkte in diesem Jahr sind das Alternate Reality Game für den Warner Bros. Film „221b“, die Parodie „Alpine Legend“ für Xbox und die Kampagne „Born to Run“ für Save the Children.
Im Jahr 2010 eröffnet die Agentur mit dem Standort Berlin seine dritte Niederlassung in Europa.
2011 gewann das Unternehmen mit dem Dual-Screen-Spiel „Heineken Star Player“ weltweit Auszeichnungen und wird im Gunn Report als „am häufigsten ausgezeichnete Digitalagentur“ aufgeführt. Zudem wird die Agentur zur „Agency of the Year“ durch die Magazine Campaign und Adweek gewählt.
Im Januar 2012 eröffnet AKQA seine vierte europäische Niederlassung in Paris mit Nike als Gründungskunden. „Velocity“ erscheint in Zusammenarbeit von Ajaz Ahmed und Stefan Olander und mit einem Vorwort von Sir Richard Branson. Im Juni schließt sich AKQA der WPP Group als eigenständiges Tochterunternehmen der weltweit größten Kommunikationsgruppe an. Im Oktober startet AKQA mit Atlanta und Portland zwei weitere Standorte in den USA. Im November 2012 expandiert die Agentur in Asien und eröffnet ein Büro in Tokio. 2014 entstehen weitere Büros in São Paulo, Brasilien und Gurugram, Indien.

## Bekannte Projekte (Auswahl)
- Gap Styld.by
- Heineken Star Player
- Nike Training Club
- MTV Under The Thumb
- Fiat eco:Drive
- Einführung des Volkswagen 2010 GTI
- USPS Virtual Box Simulator
- Xbox 360 'Blades' Dashboard

## Auszeichnungen und Anerkennung
2011 wurde AKQA von den Zeitschriften Adweek und Campaign zur Digital Agency of the Year ernannt. Nach der Gesamtauswertung der wichtigsten internationalen Kreativwettbewerbe der Werbebranche bewertete der Gunn Report AKQA als beste Digitalagentur des Jahres 2011. New Media Age verlieh AKQA nach einer Abstimmung unter Branchenfachleuten den Titel „Most Respected Agency“. AKQA hat mehr als 100 Branchenauszeichnungen erhalten, darunter regelmäßig den Titel „Agency of the Year“, 2010 zudem zum zweiten Mal in Folge die Auszeichnung Agency of the Year bei den Revolution Awards, die Auszeichnung Agency of the Year von New Media Age und dem Interactive Advertising Bureau. Im Jahr 2009 gewann die Agentur fünf unabhängige Auszeichnungen als Agency of the Year.
Von der Zeitschrift Revolution wurde die Agentur zur „Agency of the Decade“ (1997 bis 2007) ernannt, im Jahr 2006 verlieh das US-Magazin Creativity AKQA ihre erste Auszeichnung „Interactive Agency of the Year“.